# 大野勝三
大野 勝三（おおの かつぞう、1903年《明治36年》12月10日 – 1990年《平成2年》11月26日）は、日本の逓信官僚。
岡山県玉野市宇藤木出身。旧制第六高等学校を経て、東京帝国大学法学部英法科卒業。初代郵政事務次官。在任期間は1949年6月1日～1954年2月1日。その後国際電信電話（現在のKDDIの前身の一）社長、エフエム東京社長。
三人兄弟の三男で、長兄は栄（さかえ）、次兄は哲生（てっせい）。次兄は岡山市議会議員を1回務めた。

## 来歴
- 1914年（大正3年）・・・ 逓信省に入省。京橋郵便局[2]。
- 1945年（昭和20年）7月25日・・・ 逓信局長に就任。
- 1949年（昭和24年）6月1日・・・ 初代郵政事務次官に就任。
- 1956年（昭和31年）9月15日・・・ 臨時株主総会にて国際電信電話専務取締役就任[3]。
- 1962年（昭和37年）5月30日・・・ 国際電信電話取締役副社長。
- 1964年（昭和39年）5月29日・・・ 国際電信電話取締役社長。
- 1968年（昭和43年）8月13日・・・ 国際電信電話株式会社相談役だった当時、山懸昌夫（日本海事協会会長）、関義長（三菱電機株式会社会長）、吉識雅夫（日本学術振興会理事長）らと共に宇宙開発委員会[4]委員に任命される。
- 1969年（昭和44年）・・・ 第15回前島密賞受賞。
- 1970年（昭和45年）・・・エフエム東京社長[1]。
- 1987年（昭和62年）・・・同社取締役相談役、全国FM放送協議会長[1]。